# Їстівні пташині гнізда

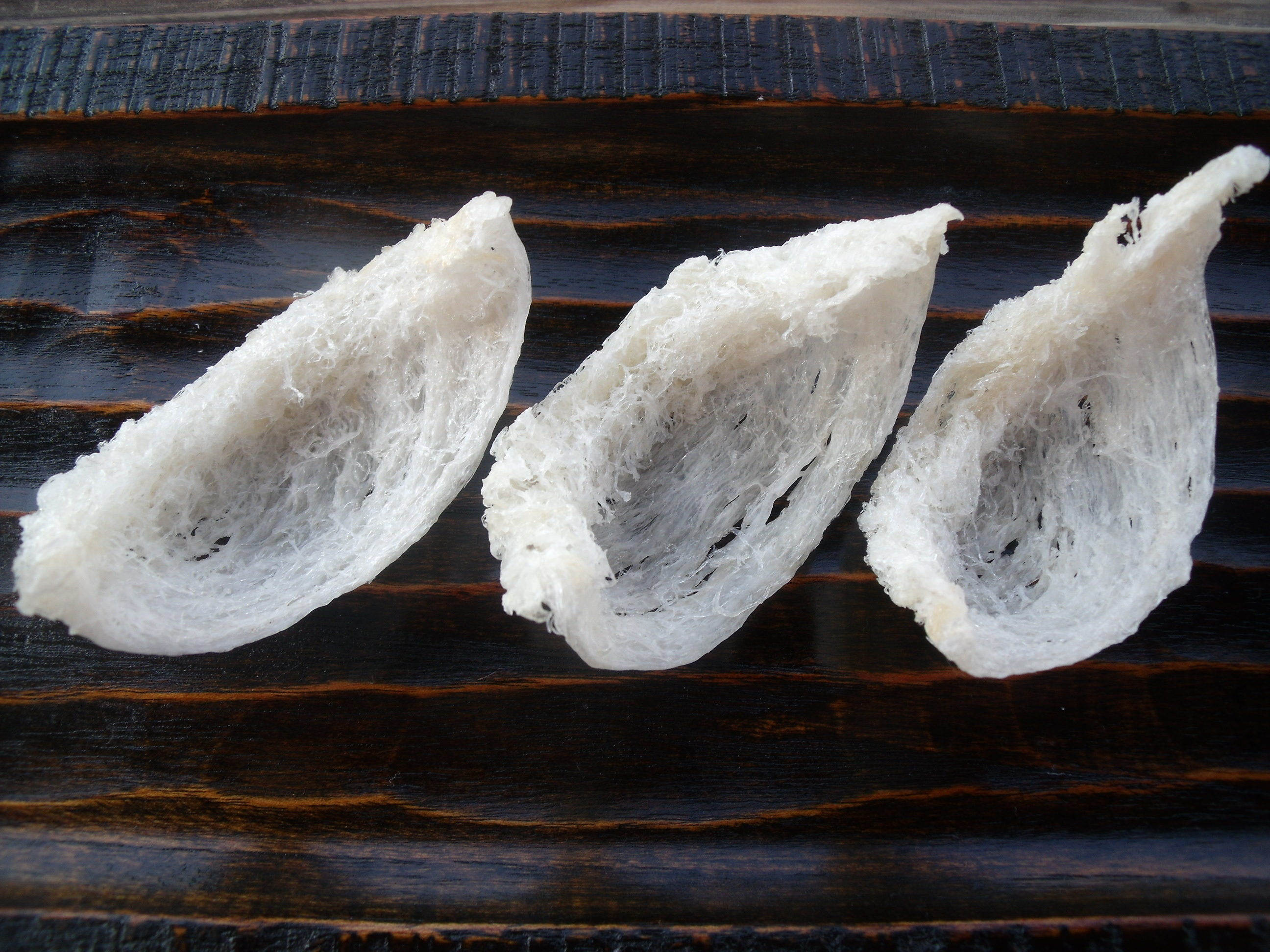
Їстівні гнізда

Їстівні пташині гнізда — гнізда деяких видів саланган, що мешкають у країнах Південно-Східної Азії: Індонезії, Малайзії, Таїланді, Філіппінах та В'єтнамі. Їхня вартість доходить до 2300 доларів за кілограм. Інші види додають до слині пір'я, тому їх гнізда чорні і цінуються не так високо. Фахівці вважають, що в 30 печерах малайзійських штатів Сабах і Саравак, які знаходяться на острові Калімантан, гніздяться близько одного мільйона саланганів, які виробляють 150 тонн гнізд в рік вартістю 350 млн доларів. 20 % гнізд експортуються в Гонконг та Сінгапур, інші споживаються китайцями в самій Малайзії.

## Географія проживання
Салангани мешкають в печерах, в горах або в міській місцевості в спеціально обладнаних під печери приміщеннях. До 1990-х рр. багато мешкали в Індонезії, але постійні пожежі призвели до їх масової міграції в більш безпечну сусідню країну — Малайзію.

## Розмноження
Шлюбний сезон у саланганів починається в період з лютого по травень. У цей час у них виділяється найбільша кількість слини, яка використовується ними для побудови гнізд. Цей процес займає близько 30-45 днів. У кладці звичайно 2 яйця. Висиджування яєць займає 3-4 тижні, після чого пташенята вилуплюються і проводять ще від 45 до 60 днів в гнізді, перш ніж навчаться літати. Вони залишають свої оселі рано вранці в 5: 30-6: 30 і прилітають назад до 7: 15-7: 30 вечора. Деякі повертаються днем, щоб нагодувати своїх пташенят. Гнізда будують зазвичай у нічний час.

## Вживання гнізд в їжу

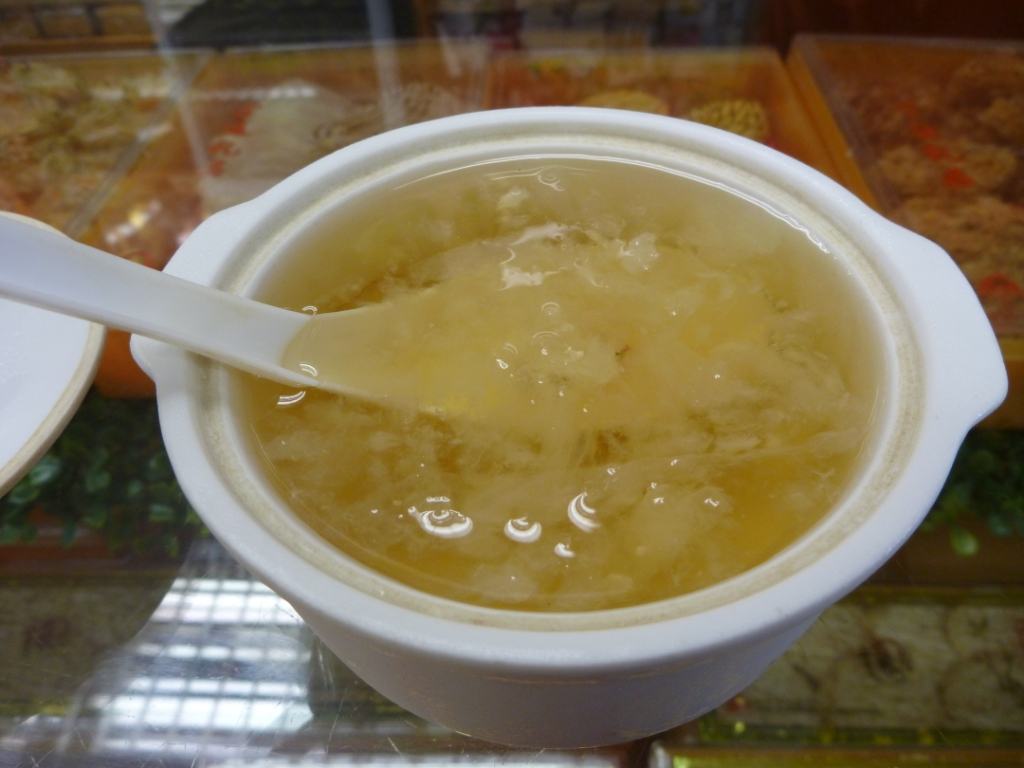
Суп з пташиних гнізд

Початок споживання пташиних гнізд датується 618—907 роками нашої ери, за часів правління династії Тан. На сьогоднішній день головними споживачами пташиних гнізд є Китай, Тайвань, Сінгапур та Північна Америка. Індонезія є головним постачальником в світі, число поставок якого зводиться до 250—300 тоннам гнізд в рік, в той час як Малайзія поставляє лише 25 тонн, але вважається, що малайзійські гнізда є кращими за своєю якістю і користю складу.
Суп з гнізд (кит. спр. 燕窝, піньїнь: yàn wō, акад. янь во) вважається делікатесом у Китаї, В'єтнамі та Малайзії. Суп має вигляд тягучого слизу і по консистенції нагадує кисіль. Готується на водяній бані.

## Склад
Згідно з результатами деяких досліджень, їстівні пташині гнізда в основному складаються з білка (61,0-66,9 %) та вуглеводів (25,4-31,4 %). Крім того, за тими ж даними вони містять 15,9-31,6 мг/г незамінних амінокислот і є цінними джерелами кальцію і магнію.